# Theophilus Solomon
Theophilus Solomon (Kaduna, 1996. január 18. –) nigériai labdarúgó, csatár, a Dukagjini játékosa.

## Pályafutása

### Klubcsapatokban
Salamon Kaduna városában született és hazájában a Lagos Eco Football Clubban játszott, mielőtt 2012 júniusában aláírt volna a horvát Rijekához. 2014 januárjában aláírta első profi szerződését is. Ezt követően hat hónapig kölcsönben szerepelt a Pomorac csapatában. A 2013–2014-es szezon végéig kilenc bajnokin jutott szóhoz a másodosztályú csapatban.
2014 augusztusában a következő szezon végéig az NK Zadarnak adták kölcsön. Szeptember 24-én a Horvát Kupa első fordulójában mesterhármast szerzett a Zagora Unešić ellen 5–1-re megnyert mérkőzésen. December 6-án Solomon lett a legfiatalabb külföldi, aki gólt szerzett a horvát élvonalban, miután betalált a Lokomotiva Zagreb elleni mérkőzésen, amit csapata 5–2 arányban elvesztett.
2015 júliusában csapattársával, David Nwolokorral együtt egy szezonra kölcsönadták a Šibeniknek. 31 bajnokin tizenegy gólt szerzett, ezzel csapata negyedik legeredményesebb játékosa volt.
2016 júliusában az élvonalban újonc Istra 1961 vette kölcsön, itt a 2016–17-es szezon végéig 37 bajnokin hétszer volt eredményes. 2017. augusztus 12-én a szerb FK Partizan játékosa lett, ugyancsak kölcsönben.
Fél évet töltött a szerb rekordbajnoknál, 2018 januárjában Ciprusra igazolt, az Omónia csapatába. Első és egyetlen gólját a csapatban február 10-én szerezte az Árisz Lemeszú ellen.
2018. június 7-én az Inter-Zaprešić igazolta le. Hét bajnokin egyszer volt eredményes a csapatban, majd 2019 februárjában az Újpesthez szerződött. Tíz bajnokin lépett pályára a lila-fehér csapatban, majd 2019 nyarán az albán Partizani Tiranához igazolt.
2021. július 1-jén ismét az Istra 1961 csapatához igazolt. 2 hónappal később közös megegyezéssel felbontották a szerződését, és a koszovói Ballkanihoz szerződött.

### A válogatottban
2016 márciusában bekerült a nigériaiak brazilok ellen készülő U23-as csapatának keretébe. A félidőben Stanley Dimgba cseréjeként állt be, Nigéria 1–0-ra megnyerte a mérkőzést.

## Statisztika
2018. május 6-án frissítve.
| Klub             | Szezon           | Bajnokság     | Bajnokság | Országos kupa | Országos kupa | Nemzetközi kupa | Nemzetközi kupa | Egyéb         | Egyéb | Összesen      | Összesen |
| Klub             | Szezon           | Pályára lépés | Gól       | Pályára lépés | Gól           | Pályára lépés   | Gól             | Pályára lépés | Gól   | Pályára lépés | Gól      |
| ---------------- | ---------------- | ------------- | --------- | ------------- | ------------- | --------------- | --------------- | ------------- | ----- | ------------- | -------- |
| Pomorac          | 2013–14          | 9             | 0         | 0             | 0             | —               | —               | —             | —     | 9             | 0        |
| Zadar            | 2014–15          | 13            | 1         | 1             | 3             | —               | —               | —             | —     | 14            | 4        |
| Šibenik          | 2015–16          | 31            | 11        | 2             | 0             | —               | —               | 1             | 0     | 34            | 11       |
| Istra 1961       | 2016–17          | 31            | 7         | 2             | 0             | —               | —               | —             | —     | 33            | 7        |
| Partizan         | 2017–18          | 6             | 0         | 2             | 0             | 2               | 0               | —             | —     | 10            | 0        |
| Omónia           | 2017–18          | 7             | 1         | —             | —             | —               | —               | —             | —     | 7             | 1        |
| Karrier összesen | Karrier összesen | 97            | 20        | 7             | 3             | 2               | 0               | 1             | 0     | 107           | 23       |